# Alexander Woollcott
Alexander Woollcott (né le 19 janvier 1887 dans le New Jersey, mort le 23 janvier 1943 à New York) est critique dans les journaux The New York Times puis The New Yorker et homme de radio. Il était membre du cercle littéraire Algonquin Round Table qui se réunissait à l'Hôtel Algonquin à New York.
En tant que reporter au New York Times, il couvre le naufrage du Titanic. En 1924, il publie la première biographie sur Irving Berlin, l'auteur-compositeur à succès alors âgé de 36 ans.  En 1928, il publie un recueil de nouvelles intitulé Verdun Belle and Some Stories dont les personnages principaux sont des chiens. Ce recueil est illustré par Edwina, autrice de comic strips dont les héros sont déjà des chiens. Le recueil est dédié à Neysa McMein, illustratrice ayant aussi fait partie de l'Algonquin Round Table et dont Alexander Woollcott avait été amoureux. À partir de 1929, il intervient à la radio CBS.
Il apparaît en 1941 dans le film Débuts à Broadway dans son propre rôle.
Le jour de sa mort en 1943, alors qu'il travaillait à la radio, il écrit une note disant qu'il se sent mal, avant de subir une crise cardiaque et une hémorragie cérébrale. Il meurt d'un infarctus du myocarde alors qu'il participe à une émission à la radio sur Adolf Hitler.